# Кудреватов, Андрей Иванович
Андрей Иванович Кудреватов (4 июля 1913, Банщиково, Читинская область — 15 апреля 1971, Верховцево, Днепропетровская область) — сержант Рабоче-крестьянской Красной армии, участник Великой Отечественной войны, Герой Советского Союза (1943).

## Биография
Родился 4 июля 1913 года в селе Банщиково (ныне — Шелопугинский район Забайкальского края).
После окончания начальной школы работал на золотых приисках. В 1935—1937 годах проходил службу в Рабоче-крестьянской Красной армии. В декабре 1941 года Кудреватов повторно был призван в армию. С марта 1942 года — на фронтах Великой Отечественной войны.
К сентябрю 1943 года сержант командовал отделением 957-го стрелкового полка 309-й стрелковой дивизии 40-й армии Воронежского фронта. Отличился во время битвы за Днепр. В ночь с 23 на 24 сентября 1943 года отделение Кудреватова переправилось через Днепр в районе села Балыко-Щучинка Кагарлыкского района Киевской области Украинской ССР и принял активное участие в захвате и удержании плацдарма на его западном берегу, в течение дня отражая немецкие контратаки. Во время боя за Балыко-Щучинку Кудреватов, ворвавшись в немецкую траншею, лично уничтожил несколько солдат противника.
Указом Президиума Верховного Совета СССР от 23 октября 1943 года за «образцовое выполнение боевых заданий командования на фронте борьбы с немецкими захватчиками и проявленные при этом мужество и героизм» сержант Андрей Кудреватов был удостоен высокого звания Героя Советского Союза с вручением ордена Ленина и медали «Золотая Звезда» за номером 11217.
После окончания войны Кудреватов был демобилизован. Проживал в городе Верховцево Днепропетровской области Украинской ССР, работал на железной дороге. Умер 15 апреля 1971 года.
Был также награждён орденом Красной Звезды и рядом медалей.